# Simpar (Tretep)
Simpar is een bestuurslaag in het regentschap Temanggung van de provincie Midden-Java, Indonesië. Simpar telt 1234 inwoners (volkstelling 2010).